# Арголидская митрополия
Арголи́дская митропо́лия (греч. Ιερά Μητρόπολις Αργολίδος) — епархия Элладской Православной Церкви в границах нома Арголи́да (греч. Αργολίς). Епархиальный центр находится в Нафплионе.

## История
Павлин (351—431) сообщает, что в Арголиде проповедовал христианство апостол Андрей Первозванный, который почитается как основатель Арголидской Церкви. Предполагается, что Арголиду посещал и апостол Павел, который в 50-60 годах находился несколько месяцев в Коринфе и посещал и окружающие Коринф области. Очень рано в Аргосе появился свой епископ, отдельный от епископа Нафплиона и подчинённый митрополиту Коринфскому.
Первым известным епископом Аргоса был Периге́нис (греч. Περιγένης) (160—180). В 381 году епископ Аргоса Гене́флиос участвует в Константинопольском соборе, а в 451 году епископ Ни́симос в Халкидонском.
В 1166 году епархии Аргоса и Нафплиона объединяются. По другому мнению, объединение епархий произошло вскоре после 879 года. В 1189 году единая епархия Аргоса и Нафплиона отделяется от Коринфской митрополии и становится самостоятельной епархией с повышением статуса до митрополии во главе с первым митрополитом Аргосским Иоанном.
В 1212 году крестоносцы захватывают Аргос и Нафплион, упраздняется православная иерархия и в Аргосе размещается католический епископ. В течение всего периода владычества иноземцев (1212—1540) православная кафедра Аргоса пустовала. Для решения всех вопросов связанных с православными существовал назначаемый венецианцами протопресвитер, которого затем утверждал латинский епископ.
В 1540 году венецианцы передали Нафплион туркам. В 1541 году Константинопольский патриарх Иеремия I принял в Константинополе послов Аргоса и Нафплиона, которые просили его о восстановлении митрополии, пустовавшей уже 392 года. Митрополия была восстановлена с кафедрой в Нафплионе, первым митрополитом стал Дорофей.
В 1686 году кафедра митрополита перемещается в Аргос, так как Нафлион во второй раз захватывается венецианцами. В 1715 году начинается второе турецкое владычество в Аргосе и кафедра перемещается в Ме́рбаку (Аги́я Триа́да) до 1770 года, когда нашествие албанцев и связанные с ним разрушения привели к перемещению кафедры обратно в Аргос. Здесь она остаётся до восстания 1821 года, когда Нафплион становится снова центром митрополии и уже до нынешнего времени. 19 сентября 1821 года скончался в тюрьме митрополит Аргоса и Нафплиона Григорий (Каламара́с). С его смерти и до 1833 года кафедра управлялась местоблюстителями.
С 16 декабря 1833 года митрополия Аргоса и Нафплиона именуется «митрополией Арголидской» (греч. Μητρόπολις Αργολίδος), состоящей из епархий Нафплиона, Тризины, Ермионидоса. Тем же решением епархия Аргоса подчиняется митрополиту Коринфскому.
16 декабря 1841 года митрополия Коринфа и Аргоса и Арголидская митрополия объединяются в митрополию Коринфскую и Арголидскую.
18 декабря 1842 года в состав митрополии Коринфа и Арголиды входит и епархия Идры.
Эти объединения епархий происходили в связи с провозглашением автокефалии Элладской Церкви, которая не была признана кириархальной Константинопольской Церковью, а также иными поместными Церквами. Возникла схизма, продолжавшаяся 17 лет. В этот период Константинопольская Патриархия запрещала проведение выборов епископа, а Элладская Церковь подчинилась этому решению.
29 июня 1850 года томосом Патриарха Анфима IV автокефалия Элладской Церкви была признана Вселенской Патриархией. В 1852 году Священный Синод определил границы митрополий и заполнил пустующие кафедры. Для Арголидской митрополии определены существующие и доныне границы и избран митрополит, которым в сентябре 1852 года стал протосингел и блюститель Мессинской митрополии архимандрит Герасим Пагоно́пулос
(греч. Γεράσιμος Παγωνόπουλος).

## Святые Арголидской митрополии
Наиболее известными святыми Арголидской митрополии являются:
- Святой Пётр, епископ Аргосский, родился в Константинополе в 850 году. Его родители и четверо братьев стали монахами. Став монахом, Пётр пришёл к брату Павлу, епископу Коринфа и жил у него, взяв на себя подвиг молчания. Через год прибыли к епископу Павлу посланцы из города Аргоса, где скончался епископ, и просили поставить Петра им епископом. После долгих и усиленных просьб, Пётр дал, наконец, согласие. Будучи епископом, Пётр усердно трудился, управляя своей паствой, был чрезвычайно милостив, заботился о нуждающихся, особенно о сиротах и вдовах; в неурожайный год святитель кормил голодавших. По молитвам святого пища, предназначенная для голодающих, никогда у него не оскудевала. Святитель также выкупал пленников, исцелял больных и одержимых, обладал даром прозрения. Святитель задолго предсказал день своей кончины и упокоился в возрасте 70-ти лет в 952 году. Мощи его в 1421 году были перенесены из Аргоса в Нафлион, где находятся и ныне. День памяти: 3 мая.
- Преподобный Леонтий Прозорливый, Афонский, родился в Аргосе. Долгое время подвизался на Афоне в монастыре Дионисиат. За 60 лет, проведенных в монастыре, святой подвижник ни разу не покинул обители и за глубокую веру и подвиги удостоился от Бога дара прозорливости и пророчества. Скончался 16 марта 1605 года в возрасте 85 лет. Мощи прославились истечением мира.
- Новомученик Ангелис, родился в Аргосе. По профессии врач. 3 декабря 1813 года был обезглавлен за исповедание веры на острове Хиос.

## Правящие архиереи
- Никандр (Делукас) (7 марта 1882 — 5 декабря 1912)
- Афанасий (Ласкарис) (16 июля 1914 — 2 января 1924)
- Иерофей (Боколас) (13 октября 1924 — 29 марта 1939)
- Иоанн (Папасарадос) (25 июня 1939 — 2 декабря 1942)
- Агафоник (Папастаматиу) (5 декабря 1942 — 13 октября 1945)
- Хризостом (Тавладоракис) (21 октября 1945 — 16 ноября 1965)
- Хризостом (Делияннопулос) (23 ноября 1965 — 3 июля 1985)
- Иаков (Пахис) (18 ноября 1985 — 20 января 2013)
- Нектарий (Андонопулос) (с 18 октября 2013)

## Современное состояние

### Церкви
В Арголидской митрополии сегодня существует 78 приходских церквей, 34 домовых церквей, 264 часовни, 90 кладбищенских, 32 церкви в частном владении, 8 монастырских церквей.

### Наиболее известные храмы
- Храм Тими́у Продро́му (Иоанна Предтечи) в Аргосе начал строиться в 1822 году при финансовой помощи Иоанна Каподистрии. До 1865 года был кафедральным собором. Здесь совершались празднества по поводу прибытия и совершеннолетия царей Оттона и Георга I. На его территории похоронены аристократы и филэллины. Здесь хранятся драгоценные облачения, присланные в дар из России.
- Храм Панаги́ас Катаккекриме́ннис («Богородицы Сокрытой») основан в IX или X веке как женский монастырь. Восстановлен в 1700 году и официально оставался монастырём до 17 марта 1856 года, когда стал числиться приходским храмом. До 1821 года в здании монастыря размещалась школа. В 1822 году здесь разместил первый монетный двор независимой Греции. В 1906-1907 годах на средства лавочников Аргоса в нём были размещены городские часы. С 1911 года до наших дней считается приделом парекклесией храма Иоанна Предтечи. В храме есть книги и иконы XVIII и XIX веков.
- Храм святых Константина и Елены. Во времена турецкого владычества был мечетью. Построен в 1570—1580 годах. В 1871 стал православным храмом. Является парекклесией храма святого Петра.
- Храм Кими́сеос Феото́ку (Успения Богородицы), построен в XI веке. Впоследствии заброшен и восстановлен в 1699. Прежде носил название Панаги́я Амбелу́са (греч. Παναγία Αμπελούσα) («Богородица Виноградная»), поскольку находился посреди виноградников. 5 мая 1824 года в этом храме прошло отпевание лорда Байрона.
- Храм святого Петра построен в 1859 году. Имеет три придела, центральный в честь св. Петра Аргосского, св. апостола Андрея, основателя Арголидской Церкви и св. Николая Чудотоворца.

### Монастыри
Сегодня существует 1 мужской монастырь, 6 женских монастырей и 2 женских исихастирия.
- Св. Фотинии Самаритянки в Нафплионе (греч. Μονή Αγίας Φωτεινής Σαμαρείτιδος Ναυπλίου) (9 монахов), (мужской)
- Всечестных сил бесплотных в Южном Епидавре (греч. Μονή Παμμεγίστων Ταξιαρχών Ν. Επιδαύρου) (21 монахиня), (женский)
- Агну́ндос (греч. Μονή Αγνούντος ) (женский)
- Преподобного Феодосия Нового (греч. Μονή Οσίου Θεοδοσίου του Νέου) (17 монахинь), (женский)
- Святого Димитрия в Каракала́ (греч. Μονή Αγίου Δημητρίου Καρακαλά), (13), (женский)
- Успения Богородицы в Каламиосе (греч. Μονή Κοιμήσεως Θεοτόκου Καλαμίου), (29), (женский)
- Святой Марины в Агросе (греч. Μονή Αγίας Μαρίνης Αργούς), (6), (женский)
- Иоанна Предтечи в Борсионе (греч. Μονή Τιμίου Προδρόμου Μπορσίων), (5), (женский)
- Исихастирий Живоносного Источника (греч. Μονή Ζωοδόχου Πηγής), (10), (женский)
- Исихастирий в честь святой Макрины (греч. Μονή Αγίας Μακρινής), (11), (женский)

Географически в границах Арголидской митрополии находится также монастырь Авгу́ (греч. Μονή Αυγού) (св. Димитрия), который при этом находится в подчинении Идрасской митрополии.

### Социальная работа
Дом престарелых «Св. Екатерина» в Аргосе, детский дом в Аргосе.
Существует радиостанция 105 FM в Аргосе.

### Контакты
Епархиальное управление: Ναύπλιο. Τ.Κ.: 21100.
Телефоны: митрополит: (+30)27520-28645, секретарь епархии: (+30)27520-27328 и (+30)27510-51020, епархиальное управление: (+30)27520-29737, факс: (+30)27520-28361
E-mail: imargol1@otenet.gr.